# Newhalen
Newhalen (Central Yupik: Nuuriileng; Tanaina: Nughilen) ist ein Ort mit dem Status einer City im Lake and Peninsula Borough in Alaska. Das U.S. Census Bureau hatte bei der Volkszählung 2020 eine Einwohnerzahl von 168 ermittelt.

## Geographie
Newhalen befindet sich im Südwesten Alaskas am Nordufer des Iliamna Lake an der Mündung des Newhalen River. Newhalen befindet sich 150 km nordöstlich von King Salmon sowie 317 km westsüdwestlich von Anchorage. 3 km nördlich von Newhalen befindet sich der Flughafen Iliamna.

## Geschichte
1910 fand eine Lehrerin ein kleines Yupik-Eskimo-Dorf am Newhalen River nahe dem heutigen Standort von Newhalen. Newhalen ist die anglisierte Form von „Noghelingamuit“ mit der Yupik-Bedeutung „Menschen des Landes des Wohlstands oder des Überflusses“. Der Ort erhielt 1971 den Status einer „City“.
Heute besitzt Newhalen eine gemischte indigene Bevölkerung, Alutiiq-Aleuten, Yup’ik-Eskimo und Dena’ina-Athabasken. Die Bevölkerung lebt heute hauptsächlich von Subsistenzwirtschaft (Jagd und Fischfang).

## Demografie
Zum Zeitpunkt der Volkszählung im Jahre 2020 (U.S. Census 2020) hatte Newhalen 168 Einwohner auf einer Landfläche von 15,62 km². Von den Einwohnern waren 17 Weiße sowie 128 Indigene.
Beim Zensus im Jahr 2000 wurden 160 Einwohner gezählt, 2010 waren es 190.